# 鈴木亜里紗
鈴木 亜里紗（すずき ありさ、1994年3月21日 - ）は、日本の女優、ミュージカル女優である。東京都出身。

## 経歴
- 2016年3月、洗足学園音楽大学ミュージカルコース（7期生）首席卒業。
- 2019年1月、所属事務所を東宝芸能株式会社から株式会社サンカラーズへ移籍。
- 2019年12月、サンカラーズ退所。
- 2022年5月、株式会社サンミュージックブレーンに所属。

## 人物
- 趣味は読書、散歩、カフェ巡り、ヨガ（全米ヨガアライアンスRYT200取得者）
- 特技は新体操
- 2019年芸能人女子eスポーツ決定戦 eQリーグ 1stシーズンにSUN COLOR'S（門山葉子(キャプテン),みょん,平山りの,鈴木亜里紗,伊藤彩夏）として参戦して初代クイーンに[1]

## 出演

### 舞台・ミュージカル
- 浅利慶太プロデュース公演「オンディーヌ」（2017年3月8日 - 12日、自由劇場）
- ブロードウェイミュージカル「ピーターパン」（2017年7月24日 - 8月3日、東京国際フォーラム・ホールC） - ニブス 役
  - ブロードウェイミュージカル「ピーターパン」（2018年7月21日 - 8月1日、東京国際フォーラム・ホールC）
- ミュージカル「ナイン・テイルズ ～九尾狐の物語～」（2018年1月20日・21日、穂の国とよはし芸術劇場　主ホール）
- ミュージカル「少女革命ウテナ～白き薔薇のつぼみ～」（2018年3月8日 - 18日、CBGKシブゲキ!!） - 桐生七実 役
  - ミュージカル「少女革命ウテナ～深く綻ぶ黒薔薇の～」（2019年6月29日 - 7月7日、シアターGロッソ）
- ミュージカル「リフレインする君の声～encore 2023～」（2023年月1月19日 - 1月22日、六行会ホール） - 初音律子 役
- Lily Project第1弾公演 アサルトリリィ×私立ルドビコ女学院「シュベスターの祈り」（2023年5月18日 - 5月21日、シアターサンモール） - 小阪・アナスタシア・涼子 役
- 悪童会議 第二回公演 ミュージカル「夜曲〜ノクターン〜」（2024年5月4日 - 12日、品川プリンスホテル ステラボール）[2]
- ミュージカル「DEATH TAKES A HOLIDAY」（2024年9月28日 - 11月16日、東急シアターオーブ 他）[3]
- 進戯団 夢命クラシックス×07th Expansion vol.11「うみねこのなく頃に〜Stage of the golden Witch〜Episode5」（2025年2月20日 - 24日、こくみん共済 coop ホール/スペース・ゼロ） - ベアトリーチェ 役[4]

### ライブ・コンサート
- 「I Love Musical」（2016年12月17日・18日、東京グローブ座）
- 「日・タイ修好130周年記念コンサート」（2017年11月14日、川崎市多摩市民館 大ホール）
- 洗足学園音楽大学創立50周年記念コンサート「昆夏美 with team TOHO ENTERTAINMENT」（2017年11月22日、洗足学園音楽大学 前田ホール）
- Rachi Shinji SHOW “ MAGIC ”（2017年12月28日、Mt.RAINIER HALL SHIBUYA PLEASURE PLEASURE）
- 朝夏まなと First Concert 「MANA-ism」（2018年4月14日・15日、日本青年館 大ホール）
- 洗足学園フェスティバル「Musical Cocktail」（2018年11月11日、ミューズ特設ステージ）
- Rachi Shinji 20th ANNIVERSARY SHOW “ MAGIC Ⅱ ”（2019年2月2日、Mt.RAINIER HALL SHIBUYA PLEASURE PLEASURE）
- 洗足学園フェスティバル「Musical Cocktail」（2019年11月10日、ミューズ特設ステージ）

### イベント
- 2019年芸能人女子eスポーツ決定戦 eQリーグ 1stシーズン（2019年1月14日(Day1)・2月15日(Day2)・3月16日(Day3)・4月13日(Day4)、神田明神ホール）
- 東京ゲームショウ2019　KONAMIブース「スーパーボンバーマン R×ボンカレー コラボステージ」（2019年9月14日、幕張メッセ）

### CM
- Google アプリ：「いけるかな？」篇（2015年）[5]